# Недревесные лесные ресурсы
Недревесные лесные ресурсы — пни, берёста, кора деревьев и кустарников, хворост, веточный корм, еловая, пихтовая, сосновая лапы, ели для новогодних праздников, мох, лесная подстилка, камыш, тростник и другие подобные лесные ресурсы. С 1 января 2019 года к недревесным лесным ресурсам также будет относиться и валежник. 

## Описание законодательной базы
Данное определение впервые было использовано в Лесном кодексе РФ, вступившим в силу с 1 января 2007 года.
В предыдущей редакции Лесного кодекса недревесные лесные ресурсы и Пищевые лесные ресурсы (также известны как дикоросы) имели общее название — Недревесные продукты леса.
Произошедшее разделение в новом Лесном кодексе также привело к описанию разных способов сбора и заготовки для недревесных и пищевых ресурсов.

## Сбор и заготовка
- Статьями 32 и 33 Лесного кодекса РФ описываются два принципиально разных способа заготовки и сбора недревесных лесных ресурсов — для собственных и коммерческих нужд.

1. В первом случае граждане имеют право свободно пребывать в лесах и для собственных нужд осуществлять заготовку и сбор недревесных лесных ресурсов. Исключение составляют грибы и дикорастущие растения, занесённые в Красную книгу Российской Федерации, Красные книги субъектов Российской Федерации, а также грибы и растения, относящихся к наркотическим средствам.
2. Во втором случае граждане и юридические лица обязаны иметь договор аренды лесных участков.
3. В исключительных случаях, предусмотренных законами субъектов Российской Федерации, допускается осуществление заготовки елей и (или) деревьев других хвойных пород для новогодних праздников гражданами, юридическими лицами на основании договоров купли-продажи лесных насаждений без предоставления лесных участков (п. 4.1 ст. 32 ЛК РФ).